# 大川町 (愛知県)
大川町（おおかわちょう）は、かつて愛知県渥美郡にあった町。
現在の豊橋市の一部（二川町・三弥町・大脇町・豊清町・大岩町など）に該当する。
町名は、前身となった村の名から一文字ずつとった、合成地名である。

## 歴史
- 1644年（正保元年） - 江戸幕府により、従来からあった二川村を西に移動させ、二川宿とする。従来からあった大岩村を東に移動させ、加宿大岩町とする。
- 1878年（明治11年） -
  - 原村、中原村、雲谷村が合併し、谷川村となる。
  - 大脇新田と二川村が合併し、二川村となる。
- 1889年（明治22年）10月1日 - 大岩村、谷川村、二川村が合併し、大川村が発足。
- 1893年（明治26年）6月23日 - 町制施行し、大川町が発足。
- 1896年（明治29年）7月1日 - 大川町の一部（谷川）が分立し、谷川村が発足。
- 1906年（明治39年）7月1日 - 谷川村、細谷村、小沢村と合併し、二川町が発足。同日大川町は廃止。

## 交通機関
- 東海道線
  - 二川駅

## 史跡
- 二川宿